# Père (pièce de théâtre)
Pour les articles homonymes, voir Père.
Père est une pièce de théâtre d'Édouard Bourdet créée au théâtre de la Michodière le 15 décembre 1942.

## Théâtre de la Michodière,1942
Du 15 décembre 1942 au 25 mars 1944 au Théâtre de la Michodière (409 représentations).
- Personnages et interprètes :
  - Silvia : Yvonne Printemps
  - Diane : Marguerite Deval
  - Alain : Pierre Fresnay
  - Raymond : Pierre Larquey
  - Pauline : Jane Morlet
  - Rose : Luce Fabiole
  - Clémence : Liano Deliane
  - Malou : Colette Brosset
  - Amédée : Armand Perceval
  - Arsène : Jean Brochard
  - Loriot : Francis Dubourg
  - Le domestique : Pierre Cueille

## Théâtre de la Michodière,1958
Du 8 septembre 1958 au 1er juin 1959 au Théâtre de la Michodière (265 représentations).
- Mise en scène : Pierre Fresnay
- Décors : Marie-Thérèse Respens et Willy Remon
- Personnages et interprètes :
  - Sylvia : Anne Vernon
  - Diane : Yvonne Printemps
  - Alain : Claude Rich
  - Raymond : Pierre Fresnay
  - Pauline : Germaine Ledoyen
  - Rose : Renée Byr
  - Clémence : Françoise Brohan
  - Malou : Anne-Marie Serane
  - Amédée : Pierre Santeuil
  - Arsène : Harry-Max
  - Loriot, un jardinier : René Bergeron
  - La domestique : Luce Fabiole